# Neuquén
Neuquén è la capitale della provincia di Neuquén, nell'Argentina centro-occidentale, situata nella parte orientale della provincia, alla confluenza dei fiumi Limay e Neuquén. La popolazione della città supera i 231 000 abitanti, il che la rende la più popolosa della Patagonia.
Neuquén è un importante centro agricolo, circondato da terre fertili irrigate dalle acque del Limay e del Neuquén in un territorio altrimenti arido, ed un centro industriale petrolchimico che riceve le estrazioni di petrolio da differenti punti all'interno della provincia. Essa appartiene economicamente e geograficamente alla regione dell'Alto Valle, che produce mele, pere e altri frutti.
Fondata nel 1904, è il più giovane capoluogo di provincia dell'Argentina.

## Storia
Nel 1885 i terreni dell'area in quei tempi chiamata Confluencia (ossia "confluenza", in riferimento ai due fiumi) erano di proprietà di un ristretto numero di persone. Poco dopo la campagna di Conquista del Deserto condotta dall'esercito in Patagonia, le tribù Mapuche e Tehuelche che abitavano la provincia di Neuquén erano state sterminate o cacciate da questi territori.
Ma poiché non vi era un confine definito con il Cile, il governo argentino raggiunse un accordo con la compagnia britannica che stava costruendo il sistema ferroviario per estendere la rete fino alla città in cambio di terreni, con l'obiettivo di popolarla. Nel 1899 il treno raggiunse Cipolletti, nella provincia del Río Negro, e 3 anni più tardi, dopo la costruzione di un ponte, Neuquén.
Neuquén fu fondata ufficialmente il 12 settembre 1904, e la capitale della provincia fu trasferita da Chos Malal alla neonata città. Il nome Neuquén deriva dal termine Mapudungun nehuenken, che significa "esposto alle correnti d'aria", con il quale gli indigeni erano soliti riferirsi al fiume omonimo.
Nel 1930 la città contava solamente 5 000 abitanti. Negli anni sessanta, acquisì nuova importanza con la scoperta di giacimenti di petrolio nella provincia da parte della compagnia nazionale YPF. Gli anni settanta e anni ottanta videro un gigantesco incremento demografico, unitamente ad altri miglioramenti come la fondazione della Università Nazionale del Comahue, nel 1970.
Nel 2002, nel contesto della crisi economica argentina, la ex fabbrica di ceramiche Zanon, presente in città dall'inizio degli anni '80, ha cambiato nome in FaSinPat diventando famosa perché autogestita dai lavoratori.

## Monumenti e luoghi d'interesse
- Monumento a José de San Martín
- Monumento ai Caduti delle Malvinas
- Monumento a Julio A. Roca

## Cultura

### Istruzione

#### Musei
- Museo Nazionale di Belle Arti di Neuquén
- Museo Provinciale "Gregorio Álvarez"
- Galleria d'Arte "Emilio Saraco"

#### Università
La città sede delle principali facoltà dell'Università Nazionale del Comahue, fondata nel 1972.

## Infrastrutture e trasporti

### Strade
La principale via d'accesso alla città è la strada nazionale 22, una delle principali vie di comunicazione della Patagonia e che unisce Neuquén alle province del Río Negro, La Pampa e Buenos Aires. 

### Ferrovie
La città dispone di una propria stazione ferroviaria posta lungo la linea suburbana, nota come Tren del Valle, che unisce Plottier a Cipolletti.

### Aeroporti
L'aeroporto Presidente Perón (NQN), si trova ad 8 km dal centro cittadino, ed offre voli regolari per Buenos Aires, San Carlos de Bariloche, Comodoro Rivadavia, Río Gallegos, Río Grande, Ushuaia e San Martín de los Andes.

## Amministrazione

### Gemellaggi
- Temuco
- Knoxville
- Treviso
- Valdivia
- Haifa